# Pinardville (Nuevo Hampshire)
Pinardville es un lugar designado por el censo ubicado en el condado de Hillsborough en el estado estadounidense de Nuevo Hampshire. En el Censo de 2010 tenía una población de 4.780 habitantes y una densidad poblacional de 1.012,94 personas por km².

## Geografía
Pinardville se encuentra ubicado en las coordenadas 43°0′5″N 71°30′49″O / 43.00139, -71.51361. Según la Oficina del Censo de los Estados Unidos, Pinardville tiene una superficie total de 4.72 km², de la cual 4.31 km² corresponden a tierra firme y (8.73%) 0.41 km² es agua.

## Demografía
Según el censo de 2010, había 4.780 personas residiendo en Pinardville. La densidad de población era de 1.012,94 hab./km². De los 4.780 habitantes, Pinardville estaba compuesto por el 95.06% blancos, el 1.51% eran afroamericanos, el 0.23% eran amerindios, el 1.28% eran asiáticos, el 0.04% eran isleños del Pacífico, el 0.67% eran de otras razas y el 1.21% pertenecían a dos o más razas. Del total de la población el 2.49% eran hispanos o latinos de cualquier raza.